# Такада (княжество)

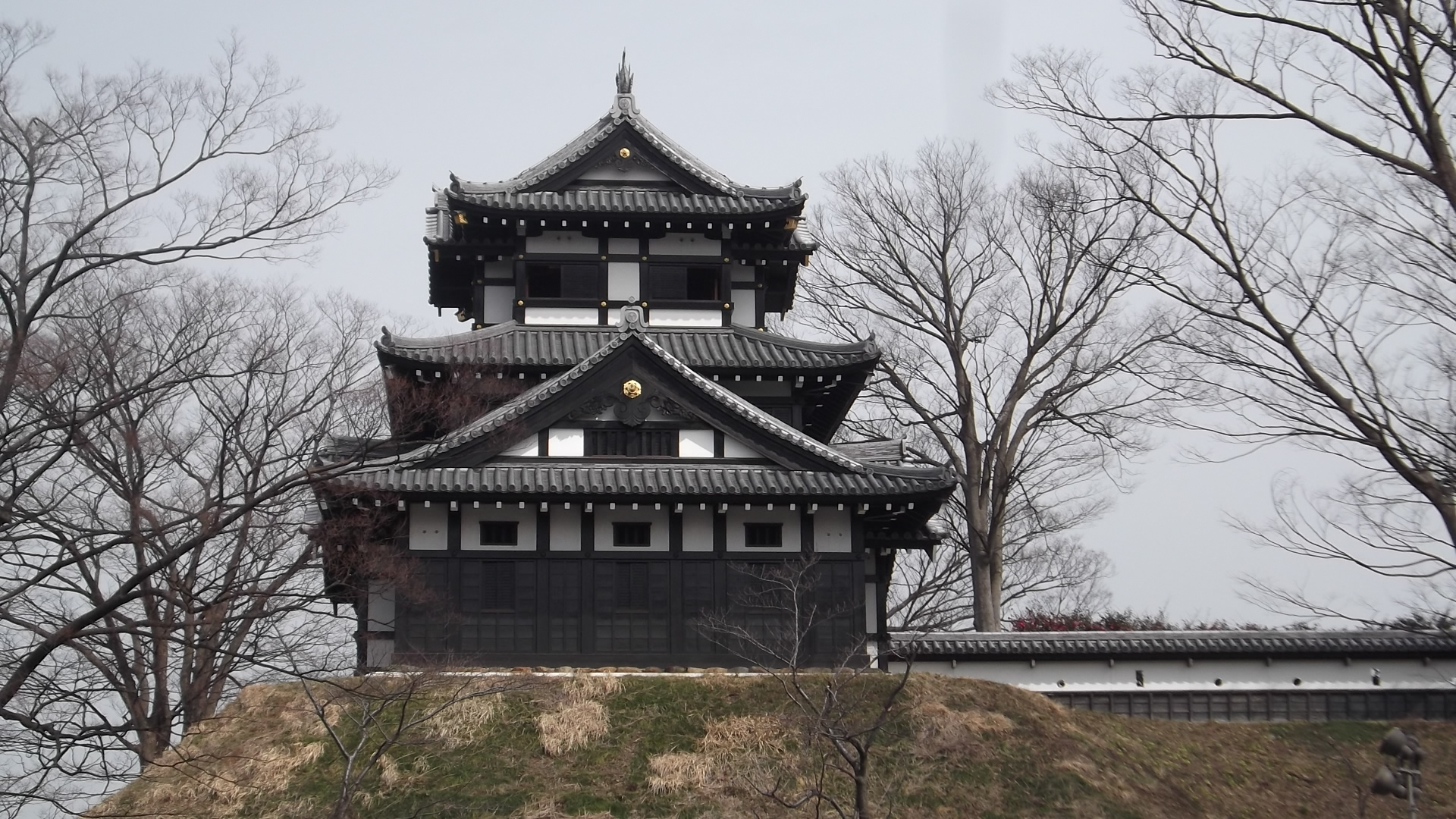
Замок Такада

Княжество Такада (яп. 高田藩 Такада-хан), также известно как Таката-хан, — феодальное княжество (хан) в Японии периода Эдо (1598—1871), в провинции Этиго на острове Хонсю (современная префектура Ниигата).

## Краткая история
Административный центр княжества: замок Такада
Доход хана:
- 1598—1606 годы — 350 000 коку риса
- 1610—1616 годы — 600 000 коку
- 1616—1618 годы — 100 000 коку риса
- 1618—1681 годы — 250 000 коку
- 1685—1701 годы — 100 000 коку
- 1701—1710 годы — 60 000 коку
- 1710—1871 годы — 110 000 коку риса

Первым правителем княжества стал Хори Хидэхару (1576—1606), вассал Тоётоми Хидэёси, который в 1598 году получил во владение княжество Такада в провинции Этиго с доходом 350 000 коку риса. Ему наследовал сын Хори Тадатоси (1596—1622), который в 1610 году был лишён своих владений.
В 1610 году Такада-хан был передан во владение Токугаве Тадатэру, шестому сыну первого японского сёгуна Токугавы Иэясу. В 1616 году он был лишен владений и отправлен в ссылку. В 1616—1618 годах княжеством владел Сакаи Иэцугу (1564—1618), переведённый туда из Такасаки-хана. В 1618 году княжество унаследовал старший сын Иэцугу Сакаи Тадакацу (1594—1647), который в 1619 году был переведён в Мицухиро-хан.
В 1619 году княжество получил в управление Мацудайра Тадамаса (1598—1645), сын Юки Хидэясу и внук первого сёгуна Токугавы Иэясу. В 1623 году Тадамаса был переведён из Такады в Фукуи-хан.
В 1624—1681 годах Такада-ханом владел Мацудайра Мицунага (1616—1707), старший сын Мацудайры Таданао, 2-го даймё Фукуи-хана, и племянник Мацудайры Тадамасы.
В 1685 году княжество получил в управление Инаба Масамити (1640—1716), переведённый туда из Одавара-хана. В 1701 году он был переведен из Такады в Сакура-хан.
В 1701—1710 годах княжеством управлял Тода Тададзанэ (1651—1729), переведённый туда из Сакура-хана. В 1710 году он получил во владение княжество Уцуномия.
В 1710 году Такада-хан перешел под контроль рода Мацудайра (ветвь Хисамацу). Первым правителем княжества стал Мацудайра Садасигэ (1644—1717), перведенный туда из Кувана-хана. Его потомки управляли княжеством до 1741 года.
В 1741—1871 годах княжеством Такада владел род Сакакибара. Первым правителем хана стал Сакакибара Масанага (1735—1808), переведённый туда из Химэдзи-хана.

## Правители княжества
- Хори, 1598—1610 (тодзама-даймё)

| № | Имя           | Имя    | Годы правления | Годы жизни  | Примечания                   |
| - | ------------- | ------ | -------------- | ----------- | ---------------------------- |
| 1 | Хори Хидэхару | 堀秀治 | 1598 — 1606    | 1576 — 1606 | Старший сын Хори Хидэмасы    |
| 2 | Хори Тадатоси | 堀忠俊 | 1606 — 1610    | 1596 — 1622 | Сын и преемник Хори Хидэхару |

- Мацудайра, 1610—1616 (симпан-даймё)

| № | Имя                | Имя       | Годы правления | Годы жизни  | Примечания                                 |
| - | ------------------ | --------- | -------------- | ----------- | ------------------------------------------ |
| 1 | Мацудайра Тадатэру | 松平 忠輝 | 1592 — 1683    | 1571 — 1637 | Шестой сын японского сёгуна Токугавы Иэясу |

- Сакаи, 1616—1619 (фудай-даймё)

| № | Имя            | Имя      | Годы правления | Годы жизни  | Примечания                          |
| - | -------------- | -------- | -------------- | ----------- | ----------------------------------- |
| 1 | Сакаи Иэцугу   | 酒井家次 | 1616 — 1618    | 1564 — 1618 | Сын Сакаи Тадацугу                  |
| 2 | Сакаи Тадакацу | 酒井忠勝 | 1618 — 1619    | 1594 — 1647 | Старший сын и преемник Сакаи Иэцугу |

- Мацудайра (ветвь Этидзэн), 1619—1623 (симпан-даймё)

| № | Имя                | Имя      | Годы правления | Годы жизни  | Примечания                                          |
| - | ------------------ | -------- | -------------- | ----------- | --------------------------------------------------- |
| 1 | Мацудайра Тадамаса | 松平忠昌 | 1619 — 1623    | 1598 — 1645 | Второй сын Юки Хидэясу и внук сёгуна Токугавы Иэясу |
| 2 | Мацудайра Мицунага | 松平光長 | 1623 — 1681    | 1616 — 1707 | Старший сын Мацудайры Таданао, даймё Фукуи-хана     |

- Инаба, 1685—1701 (фудай-даймё)

| № | Имя            | Имя       | Годы правления | Годы жизни  | Примечания                                     |
| - | -------------- | --------- | -------------- | ----------- | ---------------------------------------------- |
| 1 | Инаба Масамити | 稲葉 正往 | 1685 — 1701    | 1640 — 1717 | Старший сын Инабы Масанори, даймё Одавара-хана |

- Тода, 1701—1710 (фудай-даймё)

| № | Имя            | Имя      | Годы правления | Годы жизни  | Примечания                                  |
| - | -------------- | -------- | -------------- | ----------- | ------------------------------------------- |
| 1 | Тода Тададзанэ | 戸田忠真 | 1701 — 1710    | 1651 — 1729 | Второй сын Тоды Тадамасы, даймё Сакура-хана |

- Мацудайра (ветвь Хисамацу), 1710—1741 (фудай-даймё)

| № | Имя                | Имя      | Годы правления | Годы жизни  | Примечания                                               |
| - | ------------------ | -------- | -------------- | ----------- | -------------------------------------------------------- |
| 1 | Мацудайра Садасигэ | 松平定重 | 1710 — 1712    | 1644 — 1717 | Третий сын Мацудайры Садаёри, 2-го даймё Иё-Мацуяма-хана |
| 2 | Мацудайра Садамити | 松平定逵 | 1712 — 1718    | 1677 — 1718 | Старший сын и преемник Мацудайры Садасигэ                |
| 3 | Мацудайра Садатэру | 松平定輝 | 1718 — 1725    | 1704 — 1725 | Второй сын Мацудайры Садамити                            |
| 4 | Мацудайра Саданори | 松平定儀 | 1725 — 1727    | 1680 — 1727 | Сын Мацудайры Садасигэ                                   |
| 5 | Мацудайра Садаёси  | 松平定賢 | 1727 — 1741    | 1709 — 1770 | Приемный сын Мацудайры Саданори                          |

- Сакакибара, 1741—1871 (фудай-даймё)

| № | Имя                 | Имя       | Годы правления | Годы жизни  | Примечания |
| - | ------------------- | --------- | -------------- | ----------- | --- |
| 1 | Сакакибара Масанага | 榊原 政永 | 1741 — 1789    | 1735 — 1808 | Второй сын Сакакибары Масами, 3-го даймё Химэдзи-хана |
| 2 | Сакакибара Масаацу  | 榊原 政敦 | 1789 — 1810    | 1755 — 1819 | Старший сын и преемник Сакакибары Масанаги |
| 3 | Сакакибара Масанори | 榊原 政令 | 1810 — 1827    | 1776 — 1861 | Старший сын Сакакибары Масаацу |
| 4 | Сакакибара Масакиё  | 榊原 政養 | 1827 — 1839    | 1798 — 1846 | Старший сын Сакакибары Масанори |
| 5 | Сакакибара Масатика | 榊原 政愛 | 1839 — 1861    | 1814 — 1861 | Пятый сын Сакакибары Масанори |
| 6 | Сакакибара Масатака | 榊原政敬  | 1861 — 1871    | 1843 — 1927 | Старший сын Сакакибары Масанори (榊原 政礼), третьего сына Сакакибары Масанори (榊原 政令), правившего княжеством в 1810—1827 годах (имена одинаково читаются, но пишутся разными иероглифами) |

Такада-хан, как и все остальные княжества, был ликвидирован в 1871 году. Последний даймё Сакакибара Масатака в 1884 году получил от императора титул виконта.